# Dalgona
Dalgona ( 달고나? ) o ppopgi ( 뽑기? ) è una caramella coreana a base di zucchero fuso e bicarbonato di sodio. Era uno spuntino di strada molto popolare negli anni '70 e '80, ed è ancora consumato come cibo del passato. Quando un pizzico di bicarbonato viene mescolato allo zucchero fuso, la decomposizione termica del bicarbonato rilascia anidride carbonica, che fa gonfiare lo zucchero liquido: il risultato è una caramella leggera e croccante - dopo essersi raffreddata e indurita. Normalmente, il liquido beige cremoso viene versato su una superficie piana e viene utilizzato uno stampo a motivi geometrici. I mangiatori di Dalgona possono ritagliare il contorno o l'immagine sulla caramella. Tradizionalmente, nei ristoranti coreani, se questa attività viene completata senza rompere l'immagine centrale della caramella, il consumatore riceve un'altra dalgona in omaggio.

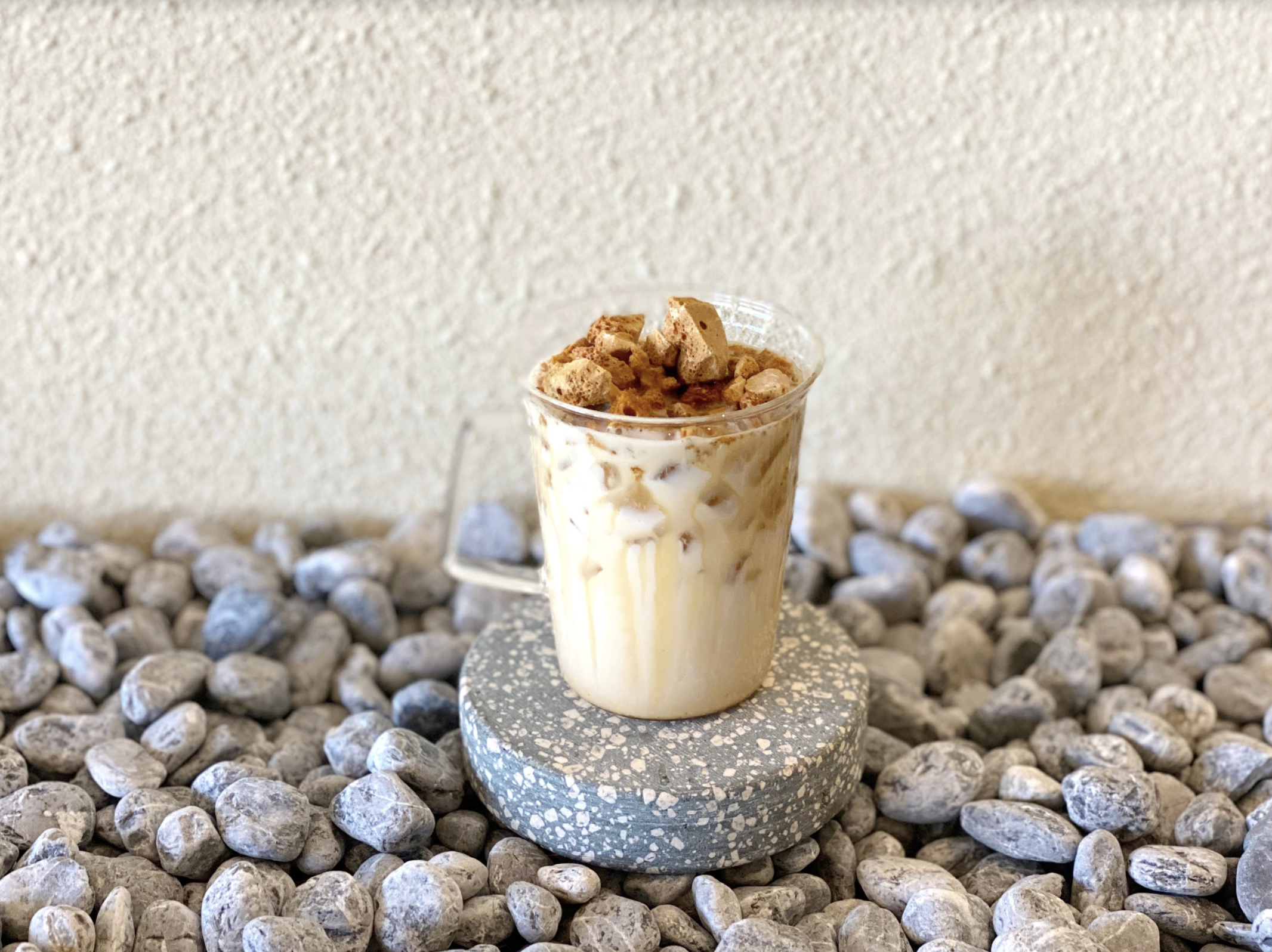
Dalgona su un tè freddo in un moderno caffè di Seoul

I bar moderni in Corea servono nuove bevande note come Caffè Dalgona, in cui una crema di caffè aromatizzata al dalgona è posizionata sopra il tè o il caffè freddo, assieme ad altri pasticcini. Alcuni caffè accompagnano un dalgona a dolci come il bingsu e il soufflé.

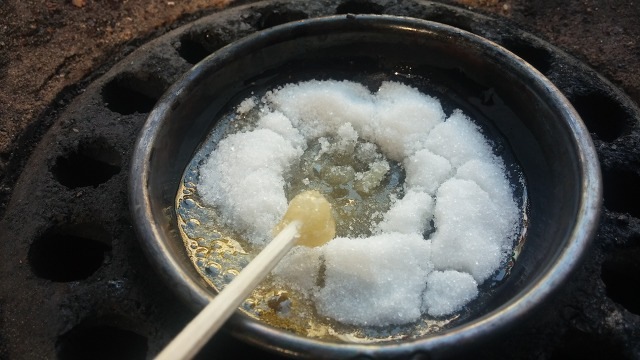
Fare dalgona su yeontan (bricchette di carbone)

I dalgona sono presenti in un episodio della serie Netflix Squid Game, dove una versione mortale della sfida Dalgona è proprio il secondo gioco presentato nella serie. Il successo della serie ha portato a una rinascita della popolarità delle caramelle in Corea del Sud e le vendite sono raddoppiate per i venditori ambulanti. Le persone hanno anche iniziato a creare le proprie caramelle a casa.

## Nome
Dalgona era originariamente un termine specifico per definire le caramelle costose che utilizzano glucosio, ma senza uno stampo, mentre poppgi era originariamente utilizzato per riferirsi alle caramelle a base di zucchero e facilmente modellate in forme come stelle e cerchi. Successivamente, la parola dalgona iniziò a essere utilizzata per riferirsi ai ppopgi. Nella provincia di Gyeonggi, comprese Seoul e Incheon, il dolce è chiamato principalmente dalgona e ppopgi, ma i nomi variano da regione a regione. Tra i nomi più diffusi, ci sono: ttigi ( 띠기 ), gukja ( 국자 ), pajjakkung ( 파짜꿍 ), jjokja ( 쪽자 ), orittegi / orittigi ( 오리떼기 / 오리띠기 ), ttong-gwaja ( 똥과자 ), ttegi ( 떼기 ) e tikka ( 띠까 ).
Dagli anni '70-'80 all'inizio degli anni 2000, quando la popolarità dei ppopgi era in crescita, i media avevano poca influenza, quindi i nomi erano diversi per ciascuna regione. Tuttavia, la diffusione degli smartphone e l'influenza dei media sono aumentate, e il nome adottato nella regione di Seoul / Gyeonggi ha avuto la massima diffusione.